# Maracatu da Favela
O Grêmio Recreativo Escola de Samba Maracatu da Favela é uma instituição carnavalesca da cidade de Macapá, localizada no Bairro Santa Rita, conhecido carinhosamente como Favela.
Foi registrada oficialmente em 15 de dezembro de 1957, mas sua fundação se dá pelo menos há 10 anos antes de seu registro, pois Maracatu da Favela tem seus alicerces no bloco “Bandoleiros da Orgia”, criado pelo senhor Vagalume no final dos anos 40. Bloco este, formado por trabalhadores da antiga empresa ICOMI. Mais tarde este bloco se tornou uma escola de samba onde alterou-se o nome para “Tricolores da Folia”. Anos depois, O senhor Vagalume, na residência de dona Gertrudes, reuniu com os senhores Cadico, Mané de Souza, Biló entre outros e transformaram a Escola de Samba "Tricolores da Folia" em "G. R. E. S. Maracatu da Favela". Prova disso, é que as cores da bandeira foram preservadas, o azul, o branco e o preto. Somente nos anos 70, na presidência do senhor Azedo Picanço, que as cores verde e rosa fizeram parte de seu pavilhão sagrado. 
Seu brasão oficial é formado por quatro elementos – O surdo (representa o samba), a coroa (representa a majestade do samba no Amapá), As folhas de louro (representa as vitórias e conquistas) e a Pomba da Santíssima Trindade (representa a religiosidade da Favela).  
           A escola de samba Maracatu da Favela participou de todas as batalhas de confetes e de todos os desfiles oficiais de carnaval.  Consagrou-se nove vezes campeã nos desfiles realizados pela Liga das Escolas de Samba do Amapá (1976, 1978, 1983, 1985, 1999, 2003, 2007, 2012, 2013). Conquistou seu bicampeonato histórico com os enredos “Espelho, espelho meu...” (2012) e “tic-tac – é tempo de folia” (2013) nas presidências de Luiz Mota (Geléia) e Marcos Souza (Selva), respectivamente e, como carnavalesco dos enredos, Sandro Macapá. Foi vice-campeã em seis concursos oficias (1998, 2000, 2002, 2009, 2014 e 2024). Desceu ao grupo de acesso em 1995 e subiu novamente ao grupo especial no ano seguinte com o enredo sobre o compositor amapaense Osmar Junior. 
           Tem como seus maiores baluartes o Senhor Vagalume, Seu Cadico, Bilo, Dona Gertrudes, Dona Generosa, Dona Neusona, Seu Pelé, Dona Fifita. 
           Rita Gonçalves e Jorge Vieira foi o casal oficial de mestre-sala e porta-bandeira que honrou o pavilhão verde-rosa por mais tempo (1988-2007).  Mas também já tiveram a honra de conduzir o Pavilhão Verde-rosa, nome como: Alyne Kaiser, Vandinha, Adélia Gonçalves, Maria Rosa, Maria Clara, Ângelo(in memoriam), Adrian, Caio e Felipe Gonçalves. Atualmente o Manto sagrado é empunhado pelo casal Adriano Almeida e Lica da Favela.
           Dona Maria Sambista foi a primeira passista desta escola de samba e ganhou todos os títulos nas batalhas de confete contra sua maior rival na época, Boêmios do Laguinho. Atualmente tem como Rainha a frente da Bateria Surfista a belíssima Nauva Alencar, mas esse trono já foi ocupado por Edigleuma, Piedade, Dayse Addmes, Taty, Nazaré Jacarandá, Luana Gonçalves, Neyelle Vales e Larissa Silva.  
           Sua Bateria, carinhosamente chamada de Bateria Surfista, é regida atualmente por Mestre Elton Gomes, mas a marcação do surdo um já foi regida por grandes e reconhecidos Mestres e contramestres, dentre eles, Riba Gonçalves, Cleide, Ari, William da Favela, Ângela, Alessandro e Mestre Mistura.
Os Sambas-enredos já foram interpretados por grandes cantores do carnaval amapaense, como Taysson Tyassu, Cafú, Dani Sentimento, Luigi Carioquinha e, em 2025, a voz da Maracatu da Favela será o cantor Luizinho.
           Maracatu da Favela foi a primeira escola de samba do Amapá a implementar uma escola preparatória para casais de mestre-sala e porta-bandeira, dando base e suporte para novos casais. E é a única escola de samba a ter uma escola de samba mirim no Estado, que desfila na terça-feira gorda de carnaval pelas ruas do bairro Santa Rita.
           Hoje, Maracatu da Favela está sob a presidência de Sandro Ferreira (conhecido carinhosamente por Sandro Macapá) e Paulinho como vice-presidente. A Equipe de Carnavalescos é formada por Sandro Macapá, Roberta Gomes, Alerrandro Monteiro e Lucas Rodrigues. Para o carnaval oficial de 2025 Maracatu da Favela levará para a avenida do samba o enredo “Amazonizar: o olhar do poeta Joãozinho em verde e rosa”.     

## Segmentos

### Presidentes
| Presidente                 | Período     | Ref.  |  |
| -------------------------- | ----------- | ----- |  |
| Nivaldo Conceição (Pitico) |             |       |  |
| Claudionor SOares          |             |       |  |
| Marcos Souza (Selva)       | 2007 - 2008 |       |  |
| Egídio Gonçalves           |             |       |  |
| Luiz Mota (Geléia)         | 2009 - 2012 |       |  |
| Marcos Souza "Ten Souza"   | 2013 - 2015 |       |  |
| Paulo Flexa                | 2015 - 2017 | [ 4 ] |  |
| Nivaldo Conceição "Pitico" | 2017 - 2019 | [ 5 ] |  |
| Luiz Mota (Geléia)         | 2019 - 2024 |       |  |
| Sandro Ferreira            | 2024 - 2026 |       |  |

### Diretores
| Ano  | Diretor de Carnaval              | Diretor geral de harmonia | Mestre de bateria | Ref.  |
| ---- | -------------------------------- | ------------------------- | ----------------- | ----- |
| 2014 | Tasso Alencar                    | Edinilson Profeta         | Riba              | [ 6 ] |
| 2017 | Luis Mota "Geleia"               | Filipi Guerreiro          | Mistura           |       |
| 2025 | Cristina, Evania, Roberta e Rita | Charlinho                 | Elton Gomes       |       |

### Coreógrafo
| Ano  | Nome            | Ref.  |
| ---- | --------------- | ----- |
| 2003 | Alex Ferreira   |       |
| 2004 | Alex Ferreira   |       |
| 2005 | Alex Ferreira   |       |
| 2006 | Alex Ferreira   |       |
| 2007 | Alex Ferreira   |       |
| 2008 | Júnior Borracha |       |
| 2009 | Alex Ferreira   |       |
| 2010 | Alex Ferreira   |       |
| 2012 | Alex Ferreira   |       |
| 2013 | Alex Ferreira   |       |
| 2014 | Fabíola Almeida | [ 6 ] |
| 2015 | Fabíola Almeida |       |
| 2020 | Fabíola Almeida |       |
| 2022 | Fabíola Almeida |       |
| 2023 | Fabíola Almeida |       |
| 2024 | Fabíola Almeida |       |
| 2025 | Maurício Sena   |       |

### Mestre-sala e porta-bandeira

#### Primeiro casal
| Primeiro casal                     | Carnavais  | Ref.  |
| ---------------------------------- | ---------- | ----- |
| Jorge Vieira e Rita Gonçalves      | 1999–2007  |       |
| Felipe Maravilha e Rita Gonçalves  | 2008       |       |
| Jorge Vieira e Lica da Favela      | 2009       |       |
| Angelo e Lica da Favela            | 2010       |       |
| Não houve desfile                  | 2011       | [ 6 ] |
| Felipe Maravilha e Lica da Favela  | 2012–2014  |       |
| Adrian Simit e Adélia Gonçalves    | 2015       |       |
| Adriano Almeida e Adélia Gonçalves | 2016–2017  |       |
| Adriano Almeida e Lica da Favela   | 2018-2023  |       |
| Adriano Almeida e Maria Clara      | 2024       |       |
| Adriano Almeida e Lica da Favela   | 2024-atual |       |

### Rainhas de bateria
| Período | Nome              | Ref.  |
| 2006    | Nazaré Jacarandá  |       |
| 2007    | Nazaré Jacarandá  |       |
| 2008    | Luana Gonçalves   |       |
| 2009    | Luana Gonçalves   |       |
| 2010    | Nauva Alencar     | [ 7 ] |
| 2011    | Não houve desfile |       |
| 2012    | Nauva Alencar     |       |
| 2013    | Nauva Alencar     |       |
| 2014    | Nauva Alencar     | [ 6 ] |
| 2015    | Neyelle Vales     |       |
| 2016    | Larissa Silva     |       |
| 2017    | Nauva Alencar     |       |
| 2018    | Nauva Alencar     |       |
| 2019    | Nauva Alencar     |       |
| 2020    | Nauva Alencar     |       |
| 2021    | Nauva Alencar     |       |
| 2022    | Nauva Alencar     |       |
| 2023    | Nauva Alencar     |       |
| 2024    | Nauva Alencar     |       |

## Carnavais
| Ano                          | Colocação   | Grupo    | Enredo | Carnavalesco                                       | Intérprete      | Ref.          |
| ---------------------------- | ----------- | -------- | --- | -------------------------------------------------- | --------------- | ------------- |
| 1976                         | Campeã      | Especial | Samba no Esplendor da Natureza                                                                                          |                                                    |                 | [ 2 ]         |
| 1978                         | Campeã      | Especial | Mãe Luzia |                                                    |                 | [ 2 ]         |
| Não ocorreu desfile em 1981. |             |          | |                                                    |                 |               |
| 1983                         | Campeã      | Especial | Faz de Conta que é Verdade                                                                                              |                                                    |                 | [ 2 ]         |
| 1985                         | Campeã      | Especial | Como Será o Amanhã? |                                                    |                 | [ 2 ]         |
| 1998                         | Vice-campeã | Especial | Quem Viver Verá |                                                    |                 |               |
| 1999                         | Campeã      | Especial | O Bicho Vai Pegar |                                                    |                 | [ 2 ]         |
| 2000                         | Vice-campeã | Especial | A Viagem de uma Linda Loura, Gostosa e Suada                                                                            | Mariana Gonçalves                                  |                 |               |
| 2001                         | 3º lugar    | Especial | |                                                    |                 |               |
| 2002                         | Vice-campeã | Especial | Cantos da Favela - Dos Caminhos da Saudade ao Amor da Cidade                                                            | Mariana Gonçalves                                  |                 |               |
| 2003                         | Campeã      | Especial | Nem Tudo Que Amarela é Ouro: Os Piratas a Serviço de Sua Majestade!                                                     | Mariana Gonçalves                                  |                 | [ 2 ]         |
| 2004                         | 3º lugar    | Especial | Maracatu Garantido em um Carnaval Caprichoso                                                                            | Mariana Gonçalves                                  |                 |               |
| Não houve desfile            |             |          | |                                                    |                 |               |
| 2006                         | 3º lugar    | Especial | E do Barro se Fez a Vida, Num Sopro de Criação, e da Fé se Fez a Guerra, a Epopéia Mazagão                              | Sandro Macapá, Mariana Gonçalves e Paulo Rodrigues |                 |               |
| 2007                         | Campeã      | Especial | Uma Viagem Verde e Rosa Pelo Grandioso Rio Mar                                                                          | Sandro Macapá                                      | Dany Sentimento | [ 2 ] [ 8 ]   |
| 2008                         | 5º lugar    | Especial | No Relampo do Vagalume, Reluz Mais de 50 Anos de História Verde e Rosa                                                  | Sandro Macapá                                      | Dany Sentimento |               |
| 2009                         | Vice-campeã | Especial | Agbára, Imí – África lle Iponrí, Espaia Sementes em Berçus Tucujus, no Rufar dos Tambores das Comunidades Tradicionais! | Sandro Macapá                                      | Dany Sentimento |               |
| 2010                         | 3º lugar    | Especial | No Repique do Meu Coração, Vou Brincar de Bumba Meu Boi, Nas Terras do Maranhão                                         | Sandro Macapá                                      | Preto Jóia      | [ 9 ]         |
| Não ocorreu desfile em 2011. |             |          | |                                                    |                 |               |
| 2012                         | Campeã      | Especial | Espelho, espelho, meu... Compositores:Nonato Soledade, Melque e Mexicano                                                | Sandro Macapá                                      | Tayso Tiassú    | [ 10 ] [ 11 ] |
| 2013                         | Campeã      | Especial | ...Tic-tac, Tic-tac, Tic-tac...Acertem os ponteiros e tempo de folia                                                    | Sandro Macapá                                      | Dany Sentimento | [ 12 ]        |
| 2014                         | Vice-campeã | Especial | Acredite se quiser… Compositores:Aureliano Neck, Adelson Branco, Cristina Sá, Nonato Soledade, Mexicano e Nego Dito     | Sandro Macapá                                      | Dany Sentimento | [ 6 ]         |
| 2015                         | 3º lugar    | Especial | Verás Que Um Guerreiro Verde e Rosa não Foge à Luta                                                                     | Sandro Macapá                                      | Dany Sentimento | [ 13 ]        |
| 2016                         |             | Especial | Não ocorreu desfile em 2016                                                                                             |                                                    |                 |               |
| 2017                         |             | Especial | Não ocorreu desfile em 2017                                                                                             |                                                    |                 |               |
| 2018                         |             | Especial | Não ocorreu desfile em 2018                                                                                             |                                                    |                 |               |
| 2019                         |             | Especial | Não ocorreu desfile em 2019                                                                                             |                                                    |                 |               |
| 2020                         | Vice-campeã | Especial | “Solo fértil de imensos tesouros que brilham como fogo no extremo Norte do Brasil”                                      | Sandro Macapá                                      |                 |               |
| 2021                         |             | Especial | Não ocorreu desfile em 2021                                                                                             |                                                    |                 |               |
| 2022                         |             | Especial | Não ocorreu desfile em 2022                                                                                             |                                                    |                 |               |
| 2023                         | 5º lugar    | Especial | "Resistência é Favelar"                                                                                                 | Sandro Macapá                                      | Carioquinha     |               |
| 2024                         | Vice-campeã | Especial | "Alavantu" | Sandro Macapá                                      | Carioquinha     |               |
| 2025                         |             | Especial | "Amazonizar: o olhar do poeta Joãozinho Gomes em verde e rosa"                                                          |                                                    | Luizinho Moura  |               |